# Enrico I di Navarra
Enrico I di Navarra detto Il Grasso. Enrique in spagnolo e in asturiano, Enric in catalano, Henrique in portoghese, in galiziano e in aragonese e Henrike in basco, Henri in francese, Henry in inglese, Heinrich in tedesco e Hendrik in fiammingo. Henricus in latino (1244 circa – Pamplona, 22 luglio 1274) fu re di Navarra con il nome di Enrico I e conte di Champagne e Brie con il nome di Enrico III dal 1270 fino alla morte.

## Origine
Enrico era il figlio maschio ultimogenito di Tebaldo il Saggio re di Navarra (Tebaldo I), conte di Champagne (Tebaldo IV) e conte di Brie, e della sua terza moglie Margherita di Borbone-Dampierre (†1256) che, secondo la cronaca di Alberic de Trois-Fontaines, era la figlia secondogenita del signore di Borbone Arcimbaldo VIII e di Guigone de Forez, figlia di Guido III Conte di Forez e della sua seconda moglie, Adelasia.
Tebaldo I di Navarra, secondo Goffredo di Villehardouin, nel suo Chronicles of the Crusades (non consultato), era l'unico figlio maschio del conte di Champagne Tebaldo IIIe di Bianca di Navarra, che, secondo il Nobiliario de D. Pedro Conde de Barcelos hijo del Rey D. Dionis de Portugal Bianca era figlia del re di Navarra Sancho VI il Saggio e Sancha di Castiglia, figlia del re di León e Castiglia Alfonso VII e di Berenguela di Barcellona, figlia del conte di Barcellona Raimondo Berengario III e quindi sorella del principe d'Aragona e conte di Barcellona Raimondo Berengario IV.

## Biografia
Suo padre Tebaldo IV di Champagne, nel 1234, dopo la morte del fratello di sua madre Bianca di Navarra, il re di Navarra Sancho VII il Forte, senza discendenza, era stato scelto come re dai navarresi e aveva ricevuto la corona di Navarra come Tebaldo I.
Suo padre Tebaldo I morì nel 1253; secondo gli Obituaires de Sens Tome I.1, Eglise cathédrale de Sens, Obituaire du xiii siècle Tebaldo I (Theobaldus illustris rex Navarre et comes Campanie) morì il 1º maggio (Kal Mai); invece, secondo le Corónicas navarras (non consultate), morì l'8 luglio a Pamplona, dove fu tumulato nella cattedrale di Santa Maria di Pamplona.
Suo fratello, Tebaldo, il figlio maschio primogenito, gli succedette come re di Navarra (Tebaldo II) e conte di Champagne (Tebaldo V), sotto la reggenza della madre, Margherita di Borbone-Dampierre, che resse il governo sino alla sua morte; nel documento n° 574 del Cartulaire de Hugues de Chalon (1220-1319), Margherita si cita come regina di Navarra e contessa palatina di champagne e di Brie (royne de Navarre, de Champaigne et de Brye conteste palatine).
Sua madre Margherita morì nel 1256; secondo gli Obituaires de Sens Tome I.2, Chapelle Saint-Blaise, à Provins Margherita (Margarita regina) morì il 29 marzo; invece, secondo le Corónicas navarras (non consultate), morì 12 aprile a Provins, Brie, Francia. Il suo corpo fu inumato nell'abbazia di Clairvaux.
A Melun (Senna e Marna), nel 1269, Enrico (Henricus rex Navarræ comesque Campaniæ), come ci viene confermato dalle Gesta Philippi Tertii Francorum Regis, sposò la nipote del re di Francia Luigi IX il Santo, Bianca d'Artois e sorella del conte di Artois, Roberto II (sorore comitis Attrebatensis Roberti), che secondo la Genealogia Ducum Brabantiæ Heredum Franciæ era figlia del conte di Artois, Roberto I (figlio del re di Francia Luigi VIII e di Bianca di Castiglia) e Matilde del Brabante (1248-1302), figlia del conte del Brabante, Enrico II e di Maria di Svevia.
Secondo la Cronaca di Guglielmo di Nangis l'anno dopo, nel 1270, suo fratello Tebaldo II partì alla volta della Tunisia, al seguito del suocero, Luigi IX il Santo e, in quello stesso anno, durante il viaggio di ritorno dall'ottava crociata, Tebaldo II morì a Trapani.
Dato che il fratello era senza discendenza legittima, Enrico gli subentrò nei titoli di re di Navarra (Enrico I), conte di Champagne (Enrico III) e di Brie.
Dapprima confermò i Fuero general de Navarra (Carta generale del Regno di Navarra, raccolta di leggi che limitava anche il suo potere, delegandolo a un consiglio di dodici nobili, quindi una sorta di costituzione che definiva il potere del Re e quello dei nobili e le procedure giudiziarie). Fu codificata per la prima volta, in seguito a emendamenti (amejoramientos) nel 1330 e poi una seconda volta nel 1419.
Poi si trasferì in Francia per giurare fedeltà al re di Francia Filippo III l'Ardito, succeduto a Luigi il Santo, morto a Tunisi durante l'ottava crociata.
Enrico ricevette il rito dell'unzione e dell'incoronazione rispettivamente nel 1271 e nel 1273.
Nel 1273 le sorelle Margherita, duchessa consorte di Lorena e Beatrice, duchessa consorte di Borgogna, rinunciarono a ogni diritto alla successione sulla contea di Champagne, a favore di Enrico il Grosso.
Enrico regnò per circa quattro anni, dimostrandosi attento ai problemi dei suoi sudditi, concedendo privilegi a paesi e città come Estella, Los Arcos e Viana ed inoltre ebbe un ottimo rapporto con la nobiltà navarrese.

Enrico morì, sembra a causa dell'obesità, nel 1274, all'età di trent'anni e secondo la Cronaca di Guglielmo di Nangis, Enrico morì nel regno di Navarra (Henricus rex Navarræ comesque Campaniæ in regno Navarræ), e fu tumulato a Pamplona, e poiché il suo primogenito, Tebaldo, era morto alcuni mesi prima, per una caduta nel castello di Estella, lasciò il regno a una bambina di circa un anno, Giovanna, che la madre, Bianca d'Artois, che era cugina prima del re di Francia Filippo l'Ardito, portò con sé alla corte di Francia, a Parigi, e il re inviò immediatamente in Navarra Eustache de Beaumarchez, per curare gli interessi della piccola cugina, regina di Navarra e gli eserciti francesi si impadronirono della Navarra.

## Enrico I in letteratura
- Nella Divina Commedia Dante lo cita indirettamente: nel settimo canto del Purgatorio, incontrandolo nella Valletta dei Principi dell'Antipurgatorio, lo definisce «Suocero della Peste di Francia», intendendo con "Peste di Francia" il re di Francia Filippo il Bello, che sposò sua figlia Giovanna.

## Discendenza
Enrico e Bianca ebbero due figli:
- Tebaldo (?-1273), morto giovane, per una caduta.
- Giovanna di Navarra (1271-1305), che nel 1284 sposò l'erede al trono di Francia, Filippo il Bello[12].

Enrico ebbe anche un figlio illegittimo da un'amante, della casata dei Lacarra, della quale non si conosce il nome né gli ascendenti:
- Giovanni, dal quale discese la casata di Enríquez de Lacarra, che fu presente nel regno per circa duecento anni.

## Ascendenza
|                                 |                     |                            | Genitori                         |  |  | Nonni |  |  | Bisnonni              |  |  | Trisnonni               |  |
|                                 |                     |                            |                                  |  |  |       |  |  | Enrico I di Champagne |  |  | Tebaldo II di Champagne |  |
|                                 |                     |                            |                                  |  |  |       |  |  | Enrico I di Champagne |  |  | Tebaldo II di Champagne |  |
|                                 |                     | Matilde di Carinzia        |                                  |  |  |       |  |  | Enrico I di Champagne |  |  |                         |  |
| Tebaldo III di Champagne        |                     |                            |                                  |  |  |       |  |  | Enrico I di Champagne |  |  |                         |  |
|                                 |                     | Maria di Francia           | Luigi VII di Francia             |  |  |       |  |  |                       |  |  |                         |  |
|                                 |                     | Maria di Francia           | Luigi VII di Francia             |  |  |       |  |  |                       |  |  |                         |  |
|                                 |                     | Maria di Francia           | Eleonora d'Aquitania             |  |  |       |  |  |                       |  |  |                         |  |
| Tebaldo I di Navarra            |                     | Maria di Francia           |                                  |  |  |       |  |  |                       |  |  |                         |  |
|                                 |                     | Sancho VI di Navarra       | García IV Ramírez di Navarra     |  |  |       |  |  |                       |  |  |                         |  |
|                                 |                     | Sancho VI di Navarra       | García IV Ramírez di Navarra     |  |  |       |  |  |                       |  |  |                         |  |
|                                 |                     | Sancho VI di Navarra       | Margherita de l'Aigle            |  |  |       |  |  |                       |  |  |                         |  |
| Bianca di Navarra               |                     | Sancho VI di Navarra       |                                  |  |  |       |  |  |                       |  |  |                         |  |
|                                 |                     | Sancha di León e Castiglia | Alfonso VII di León              |  |  |       |  |  |                       |  |  |                         |  |
|                                 |                     | Sancha di León e Castiglia | Alfonso VII di León              |  |  |       |  |  |                       |  |  |                         |  |
|                                 |                     | Sancha di León e Castiglia | Berengaria di Barcellona         |  |  |       |  |  |                       |  |  |                         |  |
| Enrico I di Navarra             |                     | Sancha di León e Castiglia |                                  |  |  |       |  |  |                       |  |  |                         |  |
|                                 | Guy II di Dampierre | Guglielmo I di Dampierre   |                                  |  |  |       |  |  |                       |  |  |                         |  |
|                                 | Guy II di Dampierre | Guglielmo I di Dampierre   |                                  |  |  |       |  |  |                       |  |  |                         |  |
|                                 | Guy II di Dampierre | Ermengarda di Toucy        |                                  |  |  |       |  |  |                       |  |  |                         |  |
| Arcimbaldo VIII di Borbone      | Guy II di Dampierre |                            |                                  |  |  |       |  |  |                       |  |  |                         |  |
|                                 |                     | Matilde I di Borbone       | Arcimbaldo di Borbone il Giovane |  |  |       |  |  |                       |  |  |                         |  |
|                                 |                     | Matilde I di Borbone       | Arcimbaldo di Borbone il Giovane |  |  |       |  |  |                       |  |  |                         |  |
|                                 |                     | Matilde I di Borbone       | Alice di Borgogna                |  |  |       |  |  |                       |  |  |                         |  |
| Margherita di Borbone-Dampierre |                     | Matilde I di Borbone       |                                  |  |  |       |  |  |                       |  |  |                         |  |
|                                 |                     | Arcimbaldo di Montlucon    | …                                |  |  |       |  |  |                       |  |  |                         |  |
|                                 |                     | Arcimbaldo di Montlucon    | …                                |  |  |       |  |  |                       |  |  |                         |  |
|                                 |                     | Arcimbaldo di Montlucon    | …                                |  |  |       |  |  |                       |  |  |                         |  |
| Beatrice di Montluçon           |                     | Arcimbaldo di Montlucon    |                                  |  |  |       |  |  |                       |  |  |                         |  |
|                                 |                     | …                          | …                                |  |  |       |  |  |                       |  |  |                         |  |
|                                 |                     | …                          | …                                |  |  |       |  |  |                       |  |  |                         |  |
|                                 |                     | …                          | …                                |  |  |       |  |  |                       |  |  |                         |  |
|                                 |                     | …                          |                                  |  |  |       |  |  |                       |  |  |                         |  |

### Fonti primarie
- (LA)  Chronique de Guillaume de Nangis/Règne de Louis IX (1226-1270).
- (LA)  Chronique de Guillaume de Nangis/Règne de Philippe III le Hardi (1270-1285).
- (LA)  Obituaires de la province de Sens. Tome I.1.
- (LA)  Obituaires de la province de Sens. Tome I.2.
- (LA)  Obituaires de la province de Sens. Tome 2.
- (LA)  Monumenta Germanica Historica, tomus XXIII.
- (LA)  Monumenta Germaniae Historica, Scriptores, tomus XXV.
- (LA)  Recueil des historiens des Gaules et de la France. Tome 20.
- (LA)  Recueil des historiens des Gaules et de la France. Tome 21.
- (FR)  Cartulaire de Hugues de Chalon (1220-1319).
- (PT)  Nobiliario de D. Pedro Conde de Bracelos hijo del Rey D. Dionis de Portugal.

### Letteratura storiografica
- Hilda Johnstone, Francia: gli ultimi Capetingi, in Storia del mondo medievale, vol. VI, 1999, pp.569–607